# إدوين دافي
إدوين دافي (بالإنجليزية: Edwin Davy)‏ هو لاعب اتحاد الرغبي نيوزيلندي، ولد في 9 سبتمبر 1850 في إقليم تاراناكي في نيوزيلندا، وتوفي في 22 مايو 1935 في Khandallah ‏ في نيوزيلندا.